# Núcleo de Dirichlet

Gráfico do núcleo de Dirichlet para pequenos valores de n.

Em análise matemática, o núcleo de Dirichlet, nomeado em homenagem ao matemático alemão Johann Peter Gustav Lejeune Dirichlet, é o polinômio trigonométrico da forma
{\displaystyle D_{n}(x)={\frac {1}{L}}\left({\frac {1}{2}}+\sum _{k=1}^{n}\cos {\frac {k\pi x}{L}}\right).}
Este polinômio trigonométrico está definido para todo n inteiro positivo e é encontrado no estudo das séries de Fourier.

## Forma complexa
Usando-se as expressões {\displaystyle \operatorname {sen} z={\frac {e^{iz}-e^{-iz}}{2i}}} e {\displaystyle \cos z={\frac {e^{iz}+e^{-iz}}{2}}}, o núcleo de Dirichlet pode ser escrito na forma complexa como
{\displaystyle D_{n}(x)={\frac {1}{2L}}\left(\sum _{k=-n}^{n}e^{\frac {k\pi ix}{L}}\right)}

## Propriedades

Esboço de para, mostrando a convergência para a distribuição delta de Dirac.

- {\displaystyle D_{n}(x)} é uma função periódica e de período 2L;
- {\displaystyle D_{n}(x)} é uma função contínua;
- {\displaystyle D_{n}(x)} é uma função par;
- {\displaystyle \int _{-L}^{L}D_{n}(x)\ dx=1}
- {\displaystyle D_{n}(0)={\frac {2n+1}{2L}}}
- {\displaystyle D_{n}(x)={\frac {1}{2L}}{\frac {\operatorname {sen} \left(n+{\frac {1}{2}}\right){\frac {\pi x}{L}}}{\operatorname {sen} {\frac {\pi x}{2L}}}}}, para {\displaystyle x\neq 0,\pm 2L,\pm 4L,...}

### Demonstração da identidade trigonométrica
A identidade trigonométrica
{\displaystyle \sum _{k=-n}^{n}e^{\frac {ik\pi x}{L}}={\frac {\operatorname {sen}((n+1/2){\frac {\pi x}{L}})}{\operatorname {sen}({\frac {\pi x}{2L}})}}}
enunciada acima pode ser demonstrada conforme a seguir.
A fórmula para a soma de termos em progressão geométrica é dada por:
{\displaystyle \sum _{k=0}^{n}ar^{k}=a{\frac {1-r^{n+1}}{1-r}}.}
Em particular, tem-se:
{\displaystyle \sum _{k=-n}^{n}r^{k}=r^{-n}\cdot {\frac {1-r^{2n+1}}{1-r}}.}
Multiplicando tanto o numerador como o denominador por  {\displaystyle r^{-{\frac {1}{2}}}}, obtemos:
{\displaystyle {\frac {r^{-n-1/2}}{r^{-1/2}}}\cdot {\frac {1-r^{2n+1}}{1-r}}={\frac {r^{-n-1/2}-r^{n+1/2}}{r^{-1/2}-r^{1/2}}}.}
No caso {\textstyle r=e^{\frac {i\pi x}{L}}} esse expressão se torna:
{\displaystyle \sum _{k=-n}^{n}e^{\frac {ik\pi x}{L}}={\frac {e^{-(n+1/2){\frac {i\pi x}{L}}}-e^{(n+1/2){\frac {i\pi x}{L}}}}{e^{-{\frac {i\pi x}{2L}}}-e^{\frac {i\pi x}{2L}}}}={\frac {-2i\operatorname {sen}((n+1/2)x)}{-2i\operatorname {sen}(x/2)}}={\frac {\operatorname {sen}((n+1/2){\frac {\pi x}{L}})}{\operatorname {sen}({\frac {\pi x}{2L}})}}}
como desejado.